# Nadia Saïdi
Nadia Saïdi – francuska zapaśniczka walcząca w stylu wolnym. Srebrna medalistka mistrzostw Europy w 1988 roku.